# 에리카 (노래)
에리카(Erika)는 독일군의 군가이다. 곡은 1930년대 헤름스 닐(Herms Niel)이 작곡했으며, 독일 국방군, 특히 육군과 전쟁해군에 의해 사용되었다. "에리카"는 독일의 여성 이름이자 꽃의 이름이기도 하다.

## 개요
독일의 행진곡 작곡가인 헤름스 닐이 곡의 작사와 작곡을 맡았다. 곡이 작곡된 정확한 연도는 알려져 있지 않다. 보통 "1930년경"으로 알려져 있으나, 입증된 바는 없다. 곡은 1938년에 그로스부르크베델(Großburgwedel)의 출판사에서 출간되었다. 제2차 세계 대전 이전에 인기를 얻었다.
닐은 1933년 5월에 국가사회주의 독일 노동자당에 가입해 국가노동전선(Reichsarbeitsdienst)의 악장이 되어 수많은 행진곡을 작곡했다. 국민계몽선전장관 요제프 괴벨스는 이와 같이 직접 와닿고 간단한 곡이 좋은 선전 도구가 된다는 것을 알아냈다.

## 가사[3]
| Auf der Heide blüht ein kleines Blümelein und das heißt: Erika. Heiß von hunderttausend kleinen Bienelein wird umschwärmt Erika denn ihr Herz ist voller Süßigkeit, zarter Duft entströmt dem Blütenkleid. Auf der Heide blüht ein kleines Blümelein und das heißt: Erika.                      | 들에 핀 작은 꽃 한 송이, 그 이름은 에리카. 수많은 작은 벌들이 열렬히 에리카 주변으로 떼 지어 몰려드네. 에리카의 가슴은 달콤함이 넘치고, 꽃잎에서는 부드러운 향기가 흘러나오기 때문이라네. 들에 핀 작은 꽃 한 송이, 그 이름은 에리카.        |
| In der Heimat wohnt ein kleines Mägdelein und das heißt: Erika. Dieses Mädel ist mein treues Schätzelein und mein Glück, Erika. Wenn das Heidekraut rot-lila blüht, singe ich zum Gruß ihr dieses Lied. Auf der Heide blüht ein kleines Blümelein und das heißt: Erika.                         | 고향에 있는 작은 아가씨, 그 이름은 에리카. 그 소녀는 나의 소중한 보물, 나의 행복, 에리카. 들판에 연보라빛 꽃이 피면, 나 그 꽃에 인사하며 이 노래 부르네. 들에 핀 작은 꽃 한 송이, 그 이름은 에리카.                                         |
| In mein'm Kämmerlein blüht auch ein Blümelein und das heißt: Erika. Schon beim Morgengrau'n sowie beim Dämmerschein— schaut's mich an, Erika. Und dann ist es mir, als spräch' es laut: "Denkst du auch an deine kleine Braut?" In der Heimat weint um dich ein Mägdelein und das heißt: Erika. | 내 작은 방에 피는 작은 꽃 한 송이, 그 이름은 에리카. 먼동이 틀 때도 해가 질 때도 나를 바라보네, 에리카. 그 꽃이 내게 큰 소리로 말하는 것 같다네. "너의 작은 신부도 생각하니?" 고향에서 너를 위해 눈물 흘리는 작은 아가씨, 그 이름은 에리카. |